# Gustavo Dezotti
Gustavo Abel Dezotti (født 14. februar 1964 i Monte Buey, Argentina) er en argentinsk tidligere fodboldspiller (angriber).
Dezotti var med på det argentinske landshold, der vandt sølv ved VM 1990 i Italien. Her fik han spilletid i tre af argentinernes seks kampe, og blev udvist i finalen, som argentinerne tabte 0-1. til Vesttyskland. I alt nåede han at spille syv landskampe og score ét mål.
På klubplan spillede Dezotti i den argentinske liga for Newell's Old Boys, som han vandt mesterskabet med i 1988. Han var desuden udlandsprofessionel i både Italien, Mexico og Uruguay.